# Ermite bronzé
Glaucis aeneus
Espèce
Statut de conservation UICN

 LC  : Préoccupation mineure
Statut CITES
L'Ermite bronzé (Glaucis aeneus) est une espèce de colibris (famille des Trochilidae).

## Répartition
Cette espèce présente principalement au Costa Rica, mais aussi au Nicaragua et dans l'ouest du Panama. Elle peut parfois aussi se trouver dans les basses terres de la Colombie et de l'Équateur, et a quelquefois été observée au Honduras.

Carte de répartition de l'espèce

## Habitat
Ses habitats naturels sont les forêts tropicales et subtropicales humides de basses altitudes mais aussi les anciennes forêts fortement dégradées.